# Tianhe-1
Tianhe-1 o Tianhe-I o TH-1 (Mandarino: pinyin: Tiānhé yīhào) o in Inglese "Milky Way" o "River in the sky", è un supercomputer sviluppato al National Supercomputing Center di Tianjin, Cina. È uno dei pochi sistemi di classe petascale del pianeta.
Nell'ottobre del 2010 un aggiornamento della macchina (Tianhe-1A) superò il sistema Jaguar permettendo al computer cinese di diventare il più veloce sistema del mondo con una potenza di picco di 2.507 PetaFLOPS.
L'originale Tianhe-1 e l'evoluzione Tianhe-1A utilizzano il sistema operativo Linux.

## Tianhe-1
Tianhe-1 è stato sviluppato dal Chinese National University of Defense Technology (NUDT) a Changsha, Hunan. Venne presentato alla stampa il 20 ottobre 2009 diventando il quinto più potente computer del mondo secondo la classifica TOP500. Il computer sviluppava 563 TeraFLOPS con una potenza di picco di 1,2 PetaFLOPS. Quindi il sistema aveva un'efficienza del 46% all'inizio. Inizialmente il Tianhe-1 utilizzava 4.096 processori Intel Xeon E5540 e 1024 processori Intel Xeon E5450, con 5.120 GPU AMD installate su 2.560 schede dual ATI Radeon HD 4870 X2.

## Tianhe-1A
Nell'ottobre del 2010 venne presentato il Tianhe-1A durante la conferenza HPC 2010 China. Questo sistema è basato su 14.336 processori Xeon X5670 e 7.168 GPU Nvidia Tesla M2050. 2.048 processori NUDT FT1000 sono installati nel sistema ma non sono utilizzati per eseguire programmi applicativi e quindi non entrano a far parte dei test. Tianhe-1A ha un picco teorico di 4701 petaFLOPS. Secondo NVIDIA sarebbero stati necessari 50.000 CPU e più del doppio dello spazio per raggiungere le stesse prestazioni su un sistema classico basato unicamente su CPU. Il sistema consuma 4.04 MegaWatt di potenza elettrica, un sistema basato su CPU avrebbe consumato 12 MegaWatt solo per alimentare le CPU.
Il Tianhe-1A è formato da 112 armadi per le elaborazioni, 12 armadi per lo storage, 6 armadi per le comunicazioni e 8 armadi per l'I/O (Input/Output). Ogni armadio per le elaborazioni è composto da quattro ripiani, ogni ripiano contiene 8 schede e 16 porte di comunicazione. Ogni scheda è formata da due nodi di calcolo e ogni nodo di calcolo è formato da due Xeon X5670 a 6 core e da una NVIDIA M2050 GPU. Il sistema nel suo complesso ha 3.584 schede contenenti 7.168 GPU e 14.336 CPU. Lo storage è di 2 Petabyte ed è basato sul file system opensouce Lustre clustered file system, e la memoria totale del sistema è di 262 Terabyte.
Un notevole incremento delle prestazioni del sistema è da imputare al sistema di comunicazione custom sviluppato internamente dal NUDT. Questo sistema permette comunicazioni a 160 Gigabit, il doppio del precedente sistema InfiniBand.
Il supercomputer è installato presso il National Supercomputing Center, Tianjined è utilizzato per gli studi legati alle esplorazioni petrolifere e le simulazioni aerodinamiche. Al sistema può essere richiesto di eseguire elaborazioni esterne e può essere utilizzato anche da realtà esterne a quella cinese.